# Осборн, Джордж
Джордж Гидеон Оливер Осборн (англ. George Gideon Oliver Osborne; род. 23 мая 1971, Лондон) — канцлер казначейства Великобритании с 10 мая 2010 года по 13 июля 2016 года. Член Консервативной партии.

## Биография
Родился в семье 17-го баронета Осборн, успешно занимавшегося обойным бизнесом. С 13 лет стал использовать Джордж вместо Гидеон в качестве первого имени. Окончил Оксфордский университет, где изучал новую и новейшую историю.
В 1994 году присоединился к исследовательскому департаменту Консервативной партии (англ.). В 1995—1997 годах работал советником министра сельского хозяйства и продовольствия, в 1997—2001 годах — спичрайтером Уильяма Хейга.
На выборах 2001 года был избран в Палату общин. В 2004 году Осборн был назначен теневым секретарём казначейства, а в 2005 году стал теневым канцлером казначейства. На этом посту Осборн активно критиковал Гордона Брауна, который до 2007 года был канцлером казначейства в правительстве Тони Блэра. После утверждения Дэвида Кэмерона новым премьер-министром Великобритании Осборн стал новым канцлером казначейства.
Огласку получила история, названная «Корфугейт» — когда Джорджа Осборна и комиссара ЕС по торговле сэра Питера Мендельсона видели на яхте миллиардера Олега Дерипаски, а привел их туда человек из рода Ротшильдов.
В Палате общин Осборн голосовал против дальнейшей интеграции Великобритании в Евросоюз, за предоставление равных прав представителям сексуальных меньшинств, за вторжение в Ирак, за выборность Палаты лордов.
Состояние Осборна оценивается в 3,5 миллиона фунтов. Ожидается, что Осборн станет последним канцлером казначейства, который будет использовать известный портфель, традиционно использующийся для внесения в Палату общин текстов правительственных речей о бюджете с 1860 года.
В 1998 году Джордж Осборн женился на Фрэнсис Хауэлл, у пары двое детей.
В 2018 году принял участие в конференции Бильдербергского клуба

## Примечания

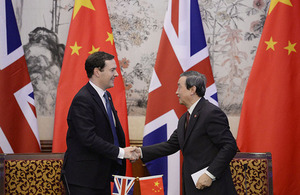
Джордж Осборн во время официального визита в Китай в октябре 2013 года